# Pseudoeriosema
Genre
Pseudoeriosema est un genre de plantes à fleurs dicotylédones de la famille des Fabaceae, sous-famille des Faboideae, originaire d'Afrique, qui comprend cinq espèces acceptées.

## Liste d'espèces
Selon The Plant List (27 novembre 2018) :
- Pseudoeriosema andongense (Baker) Hauman
- Pseudoeriosema borianii (Schweinf.) Hauman
- Pseudoeriosema homblei (De Wild.) Hauman
- Pseudoeriosema longipes (Harms) Hauman
- Pseudoeriosema moeroense (De Wild.) Hauman